# Wehrpflichtersatzabgabe
Die Wehrpflichtersatzabgabe, auch Militärersatzsteuer genannt, (umgangssprachlich auch Militärpflichtersatz genannt) ist eine Abgabe nach dem Recht der Schweizerischen Eidgenossenschaft. Auch die Türkei kennt eine solche Regelung. 
Die Ersatzabgabe trifft nur männliche Schweizerbürger bis zum Ende des Jahres, in dem sie das 30. Altersjahr vollenden, sofern sie bis dahin ihre Gesamtdienstleistungspflicht nicht vollständig erfüllt haben. Dienstuntaugliche bezahlen die volle Abgabe bis zum vollendeten 30. Altersjahr. Die Ersatzpflichtdauer besteht seit dem 1. Januar 2019 neu und gilt vom 19. bis und mit dem 37. Altersjahr. In dieser Zeit werden maximal 11 Ersatzabgaben erhoben.

## Schweiz

### Verfassungsgrundlage
Die Wehrpflichtersatzabgabe ist in Art. 59 Abs. 3 der Bundesverfassung der Schweizerischen Eidgenossenschaft umschrieben: Schweizer, die weder Militär- noch Ersatzdienst leisten, schulden eine Abgabe. Diese wird vom Bund erhoben und von den Kantonen veranlagt und eingezogen. Unter Ersatzdienst wird der Zivildienst verstanden.

### Veranlagung und Einstufung
Die Veranlagung beruht auf dem taxpflichtigen Einkommen der direkten Bundessteuer. Zu entrichten sind 3 Prozent des steuerbaren Jahreseinkommens. Die minimale Abgabe beträgt jedoch seit dem 1. Januar 2010 400 Schweizer Franken.

#### Anzahl Diensttage pro Jahr
Seit dem 1. Januar 2010 gilt die Regelung, dass ein Dienstpflichtiger, der in einem Kalenderjahr bis zum Jahresende keine oder nur eine ungenügende Anzahl Diensttage geleistet hat, für die volle Jahresabgabe ersatzpflichtig wird. Die Anzahl angerechneter Diensttage liegt nahe an der Sollzahl. Bei einer WK-Pflicht von 19 Tagen lösen 14 geleistete Diensttage neu eine volle Jahresabgabe aus. Beim Leisten von Zivildienst muss neu jährlich ein Einsatz von 26 Tagen geleistet werden, ansonsten wird die volle Abgabe fällig.

#### Abstufung nach Diensttagen
Nach Art. 19 WPEG wird die Ersatzabgabe entsprechend der Gesamtzahl der Diensttage, die der Ersatzpflichtige bis zum Ende des Ersatzjahres bestanden hat, ermässigt. Die Ermässigung beträgt einen Zehntel für 50 bis 99 Militärdiensttage (75 bis 149 Zivildiensttage) und einen weiteren Zehntel für je 50 weitere Militärdiensttage (75 Zivildiensttage).

### Befreiung von der Wehrpflichtersatzabgabe
Eine Befreiung von der Ersatzpflicht ist nach Art. 4 WPEG in folgenden Fällen vorgesehen:
- wenn wegen erheblicher körperlicher, geistiger oder psychischer Behinderung nicht ein bestimmtes Mindesteinkommen erzielt wird
- wenn die Dienstuntauglichkeit infolge einer erheblichen Behinderung ausgesprochen wurde, welche eine Invaliden-Rente ausgelöst hat
- wenn die Dienstuntauglichkeit durch Gesundheitsschädigung im Militär- oder Zivildienst bedingt ist
- für Bundesparlamentarier und andere nach Gesetzgebung von persönlicher Dienstleistung Befreite

Wer das Altersjahr vollendet hat, bis zu dem die Militärdienstpflicht für Angehörige der Mannschaft und Unteroffiziere mit Ausnahme der höheren Unteroffiziere dauert (30 Jahre), ist von der Ersatzpflicht befreit. Ebenfalls befreit ist, wer die gesamte Dienstpflicht nach Militär- oder Zivildienstgesetzgebung erfüllt hat. Für Dienstverschieber dauert die Ersatzpflicht längstens bis zum Ende des Jahres, in dem das 34. Altersjahr vollendet wird.

### Urteil des Europäischen Gerichtshofs für Menschenrechte
Der Europäische Gerichtshof für Menschenrechte ist der Ansicht, dass die Bestimmungen des Wehrpflichtersatzrechts der Europäischen Menschenrechtskonvention zuwiderlaufen können. Sie hat im April 2009 der Klage eines dienstwilligen, arbeitsfähigen, jedoch nicht zum Militärdienst zugelassenen Diabetikers stattgegeben.
Als Gegenmassnahme wird in der Militärverwaltung überlegt, den früheren Hilfsdienst wieder einzuführen, bei welchem für den regulären Militärdienst Untaugliche leichte Büroarbeiten übernehmen konnten.

## Türkei
In anderen Ländern gibt es ähnliche Regelungen. Seit etwa Anfang 2012 können sich türkische Männer, die 30 Jahre oder älter sind, vom Wehrdienst (15 Monate) freikaufen. Auch im Ausland lebende Türken können sich gegen Zahlung (30 000 Türkische Lira (etwa 12 200 Euro)) komplett vom Militärdienst befreien lassen.